# Čepí
Pour les articles homonymes, voir Cepi (homonymie).
Čepí (en allemand : Tschep) est une commune du district de Pardubice, dans la région de Pardubice, en République tchèque. Sa population s'élevait à 474 habitants en 2024.

## Géographie
Čepí se trouve à 8 km au sud-ouest du centre de Pardubice, à 27 km au sud-sud-ouest de Hradec Králové et à 93 km à l'est de Prague.
La commune est limitée par Starý Mateřov au nord, par Dubany au nord et à l'est, par Dřenice à l'est, par Rozhovice au sud, et par Jezbořice à l'ouest.

## Histoire
La première mention écrite de la localité date de 1375.

## Transports
Par la route, Čepí se trouve à 10 km de Chrudim, à 10 km de Pardubice, à 32 km de Hradec Králové et à 119 km de Prague. 